# Премія капітана Роберта Декстера Конрада
Премія капітана Роберта Декстера Конрада (англ. Captain Robert Dexter Conrad Award) — американська щорічна індивідуальна нагорода, яка вручається за внесок у військово-морських дослідженнях і розробках. Премія названа на честь капітана Роберта Декстера Конрада, який був головним засновником програми фундаментальних морських досліджень і керівником Відділу планування Управління морських досліджень в момент його створення. Премія заснована міністерством військово-морських сил США та вручається особисто міністром військово-морських сил США. Вручається у вигляді золотої медалі та грамоти з підписом міністра військово-морських сил.

## Реціпієнти
- 1957, доктор Алан Вотерман, Управління військово-морських досліджень
- 1958, д-р Чарльз Крістіан Лаврітсен, Каліфорнійський технологічний інститут
- 1959, д-р Роберт Пейдж, Дослідницька лабораторія Військово-морського флоту США
- 1960, доктор Ральф Гібсон, Лабораторія прикладної фізики університету Джонса Хопкінса
- 1961, доктор Говард Карснер, Бюро медицини та хірургії
- 1962, віце-адмірал Джон Гейворд, ВМС США
- 1963, д-р Джеральд Клеменс, Військово-морська обсерваторія США
- 1964, д-р Герберт Фрідман, Дослідницька лабораторія Військово-морського флоту США
- 1965, капітан Аштон Грейбіел, Військово-морська школа авіаційної медицини Пенсакола
- 1966, віце-адмірал Леверінг Сміт, ВМС США
- 1967, професор Вільям Маркович, Університет Маркетта
- 1968, д-р Вільям Зісман, Дослідницька лабораторія Військово-морського флоту США
- 1969, д-р Джордж Ірвін, Дослідницька лабораторія Військово-морського флоту США
- 1970, Гаскелл Вілсон, Naval Weapons Center China Lake
- 1971, доктор Гаррі Хугстрал, Військово-морський медичний дослідницький підрозділ № 3, Каїр, Єгипет
- 1972, Говард Лоренцен, Дослідницька лабораторія Військово-морського флоту США
- 1973, Вільям Пелліні, Дослідницька лабораторія Військово-морського флоту США
- 1974, доктор Фред Спіесс, Океанографічний інститут Скріппса
- 1975, Джон Пірс, Гарвардський університет
- 1976, доктор Джером Карлі, Дослідницька лабораторія Військово-морського флоту США
- 1977, капітан Чарльз Бродін, Центр медичних досліджень ВМС США
- 1978, доктор Волтер Манк, Океанографічний інститут Скріппса
- 1979, доктор Гарольд Беннетт, Naval Weapons Center China Lake
- 1980, доктор Ізабелла Карлі, Дослідницька лабораторія Військово-морського флоту США
- 1981, д-р Віктор Гранатстейн, Дослідницька лабораторія Військово-морського флоту США
- 1982, д-р Алан Берман, Дослідницька лабораторія Військово-морського флоту США
- 1983, д-р Алан Павелл,  Центр військової хірургії ВМС США, Кардерок
- 1984, д-р Томас Джіаллоренці, Дослідницька лабораторія Військово-морського флоту США
- 1985, Ларрі Аргіро, Центр військової хірургії ВМС США, Аннаполіс
- 1986, Пітер Вільгельм, Дослідницька лабораторія Військово-морського флоту США
- 1987, д-р К. Роберт Валері, Лабораторія досліджень крові ВМС США, Плімут
- 1988, доктор Фред Саалфелд, Дослідницька лабораторія Військово-морського флоту США
- 1989, доктор Джей Пол Боріс, Дослідницька лабораторія Військово-морського флоту США
- 1990, доктор Гомер Кергарт, Дослідницька лабораторія Військово-морського флоту США
- 1991, д-р Роберт Баллард, Інститут океанографії Вудса Гола
- 1992, д-р Вільям Морган, Центр військової хірургії ВМС США, Кардерок
- 1993, д-р Карвер Мід, Каліфорнійський технологічний інститут
- 1994, д-р Карл Бостром, Лабораторія прикладної фізики Університету Джонса Хопкінса
- 1995, д-р Моріс Севік, Центр військової хірургії ВМС США, Кардерок
- 1996, д-р Карл Джун, Військово-медичний університет, Бетесда (Меріленд)
- 1997, д-р Норман Овслі,  Центр підготовки підводників ВМС США, Ньюпорт
- 1998, капітан Стівен Гоффман, Центр медичних досліджень ВМС США, Форест Глен
- 1998, д-р Мін Чан Лін, Дослідницька лабораторія Військово-морського флоту США
- 1999, д-р Тімоті Коффі, Дослідницька лабораторія Військово-морського флоту США
- 2005, д-р Рольф Каспер, Центр підготовки підводників ВМС США, Ньюпорт
- 2007, д-р Барух Левуш, Дослідницька лабораторія Військово-морського флоту США
- 2008, доктор Джоско Катіпович, Центр підготовки підводників ВМС США, Ньюпорт
- 2009, д-р Роберт Кох, Центр підготовки підводників ВМС США, Ньюпорт
- 2010, д-р Тед Клем, Центр підготовки підводників ВМС США, Панама-Сіті
- 2011, Кейт Лукас, Дослідницька лабораторія Військово-морського флоту США
- 2012, д-р Казгікатра Кайласанатг, Дослідницька лабораторія Військово-морського флоту США
- 2014, доктор Воллес Арден Сміт, Управління військово-морських досліджень
- 2015, доктор Джеррі Меєр, Дослідницька лабораторія Військово-морського флоту США